# 三浦靖冬
三浦 靖冬（みうら やすと、1974年 - ）は、日本の漫画家、イラストレーター。女性。大阪府出身。

## 略歴
- アマチュア時代は漫画仲間らと同人誌サークル『BBY』を結成し、小泉靖隆名義で活動。『EN TAGO SELENA （晴れの日）』というタイトルで、数本の同人誌を発表している。
- 1998年、同誌にて発表した『殉雪楽土』で、アフタヌーン四季賞の佳作を受賞。それまで志望していた教職を断念したこともあり[2]、漫画家を志すようになる。
- 2000年、三浦靖冬名義で一般向けアニメ『トラブルチョコレート』のアンソロジー単行本でコミカライズ（※主人公のみ三浦のオリジナルキャラクターにした作品）を執筆し商業誌デビュー。同時に『ことりの巣』で『COMIC快楽天』の新人漫画王賞に入賞。プロとしての活動を本格化させる。またデビュー以降、個人サークル「空想考古学会」で一般・成年向け作品の同人誌を発表している。

## 作風・人物
- トーンを多用せず、ベタとカケ線で緻密に描き込まれた絵柄を得意とする。
- 元々は楳図かずおの影響を受けたこともあり、小泉靖隆名義ではホラー・サスペンス色の強い作品を主に発表。ホラー雑誌でも作品を投稿し、デビューに向けて編集者とやり取りするなどしていた[2]。
- 快楽天新人漫画王に入賞して以降、セックス描写を前面に出した作品を多く発表するようになる。また、露骨なフェティシズム、性交描写があるものの、それらが収録された単行本において成年向けコミックの自主規制などは特になされていない。
- 共通する作風としては、主人公キャラクターが低年齢であることや、建造物、風俗などにレトロな雰囲気を漂わせる描写が多いことなどが挙げられる。また大阪出身者らしく、背景や小物にお笑い芸人の名前を入れたり、登場人物の名前に大阪の風変わりな地名をつけることもある。
- カラー作品では主に水彩を使用し、また紙には紅茶を下塗りするなど、他の美少女漫画にはあまり見られない絵画的な用法を用いる[2]。（CGについては『哀國少女物語 櫻ノ國ノ旗フツテ』で使用した事がある。）
- 自身のキャラクターの好みとして、「給食とおしっこの匂いのする女の子」と答えている[2]。
- 漫画家金田一蓮十郎のアシスタントを務めている。
- 好きな俳優は宮内洋。上述のアマチュア時代の同人誌でのおまけページにて誕生日を祝う記述があったり、「おつきさまのかえりみち」収録の『夏の柩』内の背景に小さく早川健を模したキャラクターを描いたりしている。また、ペンネームの「三浦」は、超力戦隊オーレンジャーで宮内が演じた三浦参謀長に由来しており（いわく「自分が『三浦さん』と呼ばれたいがためにつけた」との事）、アマチュア時代にはオーレンジャーのパロディ同人誌も1部制作している。また、ハロプロオタクでもあり、金田一蓮十郎は三浦の人物像について「ロリコンでガチの古参ハロヲタ」と評している。
- 物語の舞台として、公団住宅が多く登場することについては、自身が団地育ちである事が大きく影響しているとの事[3]。

## 作品リスト
- 『トラブルチョコレート the comic』 （2000年3月10日発売[4]、メディアワークス〈DC animation magazine wide〉、ISBN 4-8402-1498-0）
- 『おつきさまのかえりみち』 （2002年3月、ワニマガジン社〈ワニマガジンコミックススペシャル〉、ISBN 4-89829-471-5）
- 『とわにみるゆめ。』 （2004年4月、ワニマガジン社〈ワニマガジンコミックススペシャル〉、ISBN 4-89829-485-5）
- 『村田 蓮爾責任編集「robot」』 （2004年 - 2008年、読み切りで①, ②, ③, ⑥, ⑩に参加、ワニマガジン社）[5][6][7][8][9]
- 『花喰幻燈機』 （2005年9月発売、ワニマガジン社〈ワニマガジンコミックススペシャル〉、ISBN 4-89829-492-8）
- 『哀國少女物語 櫻ノ國ノ旗フツテ』 （2005年 - 2008年、コアマガジン『コミックメガストア』掲載、未単行本化）
- 『えんじがかり』 （2010年12月20日発売[10]、秋田書店〈チャンピオンREDコミックス〉、ISBN 978-4-253-23288-3）
- 『薄花少女』 （小学館『月刊IKKI』→『月刊サンデーGX』連載、〈IKKI COMIX→サンデーGXコミックス〉、全5巻[注 1]）
  1. 2013年9月30日発売[12]、ISBN 978-4-09188-632-3
  2. 2014年11月19日発売[13]、ISBN 978-4-09157-399-5
  3. 2015年12月18日発売[14]、ISBN 978-4-09157-434-3
  4. 2016年12月19日発売[15]、ISBN 978-4-09157-468-8
  5. 2019年3月19日発売[15]、ISBN 978-4-09157-537-1
- 『ベッキーさんと私』（2024年 - 連載中、原作：北村薫、小学館『ビッグコミック』掲載） - 既刊1巻